# 18S rRNK (adenin1779-N6/adenin1780-N6)-dimetiltransferaza
18S rRNK (adenin1779-6/adenin1780-6)-dimetiltransferaza (EC 2.1.1.183, 18S rRNK dimetilaza Dim1p, Dim1p, ScDim1, m2(6)A dimetilaza, KIDIM1) je enzim sa sistematskim imenom S-adenozil--metionin:18S rRNK (adenin1779-6/adenin1780-6)-dimetiltransferaza. Ovaj enzim katalizuje sledeću hemijsku reakciju
4 -adenozil--metionin + adenin1779/adenin1780 u 18S rRNK {\displaystyle \rightleftharpoons } 4 S-adenozil-L-homocistein + N6-dimetiladenin1779/6-dimetiladenin1780 u 18S rRNK
DIM1 učestvuje u pre-rRNK transformacijama.

## Literatura
- Nicholas C. Price; Lewis Stevens (1999). Fundamentals of Enzymology: The Cell and Molecular Biology of Catalytic Proteins (Third изд.). USA: Oxford University Press. ISBN 019850229X.
- Eric J. Toone (2006). Advances in Enzymology and Related Areas of Molecular Biology, Protein Evolution (Volume 75 изд.). Wiley-Interscience. ISBN 0471205036.
- Branden C; Tooze J. Introduction to Protein Structure. New York, NY: Garland Publishing. ISBN 0-8153-2305-0.
- Irwin H. Segel. Enzyme Kinetics: Behavior and Analysis of Rapid Equilibrium and Steady-State Enzyme Systems (Book 44 изд.). Wiley Classics Library. ISBN 0471303097.
- William P. Jencks (1987). Catalysis in Chemistry and Enzymology. Dover Publications. ISBN 0486654605.

## Spoljašnje veze
- 18S+rRNA+(adenine1779-N6/adenine1780-N6)-dimethyltransferase на 